# Lotononis angustifolia
Lotononis angustifolia là một loài thực vật có hoa trong họ Đậu. Loài này được (E.Mey.) Steud. miêu tả khoa học đầu tiên.